# Zhao Shuai
Zhao Shuai (chinesisch 赵帅; * 15. August 1995 in Changzhou) ist ein chinesischer Taekwondoin und Olympiasieger. Er startet in den Gewichtsklassen bis 58 Kilogramm, 63 Kilogramm und 68 Kilogramm.

## Karriere
Zhao bestritt bei den Weltmeisterschaften 2011 seinen ersten internationalen Wettkampf bei den Erwachsenen und schied wie auch 2013 jeweils im Achtelfinale aus. 2011 scheiterte er in der Klasse bis 54 Kilogramm an dem späteren Weltmeister Chutchawal Khawlaor, 2013 unterlag er Hadi Mostaan in der Klasse bis 58 Kilogramm. Bei der Weltmeisterschaft 2015 gewann er mit Bronze seine erste Medaille. Im Halbfinale verlor er gegen Si Mohamed Ketbi. 2017 wurde er in der Klasse bis 63 Kilogramm nach einem 11:5-Finalsieg über Mirhashem Hosseini Weltmeister. Diesen Titel verteidigte er auch 2019 in Manchester.
2016 hatte sich Zhao bei den Asienmeisterschaften die Bronzemedaille gesichert, zudem gewann er in Manila das Qualifikationsturnier für die Olympischen Spiele in Rio de Janeiro. Bei den Spielen kämpfte er sich in der Klasse bis 58 Kilogramm bis ins Finale vor, in dem er Tawin Hanprab mit 6:4 bezwang und damit Olympiasieger wurde.
Bei den Asienspielen 2018 sicherte er sich eine Silbermedaille. Drei Jahre darauf gelang ihm bei den Olympischen Spielen 2020 in Tokio der Gewinn der Bronzemedaille in der Klasse bis 68 Kilogramm. Während der Eröffnungsfeier war er, gemeinsam mit der Volleyballspielerin Zhu Ting, der Fahnenträger der chinesischen Delegation.